# Anatol Potemkowski

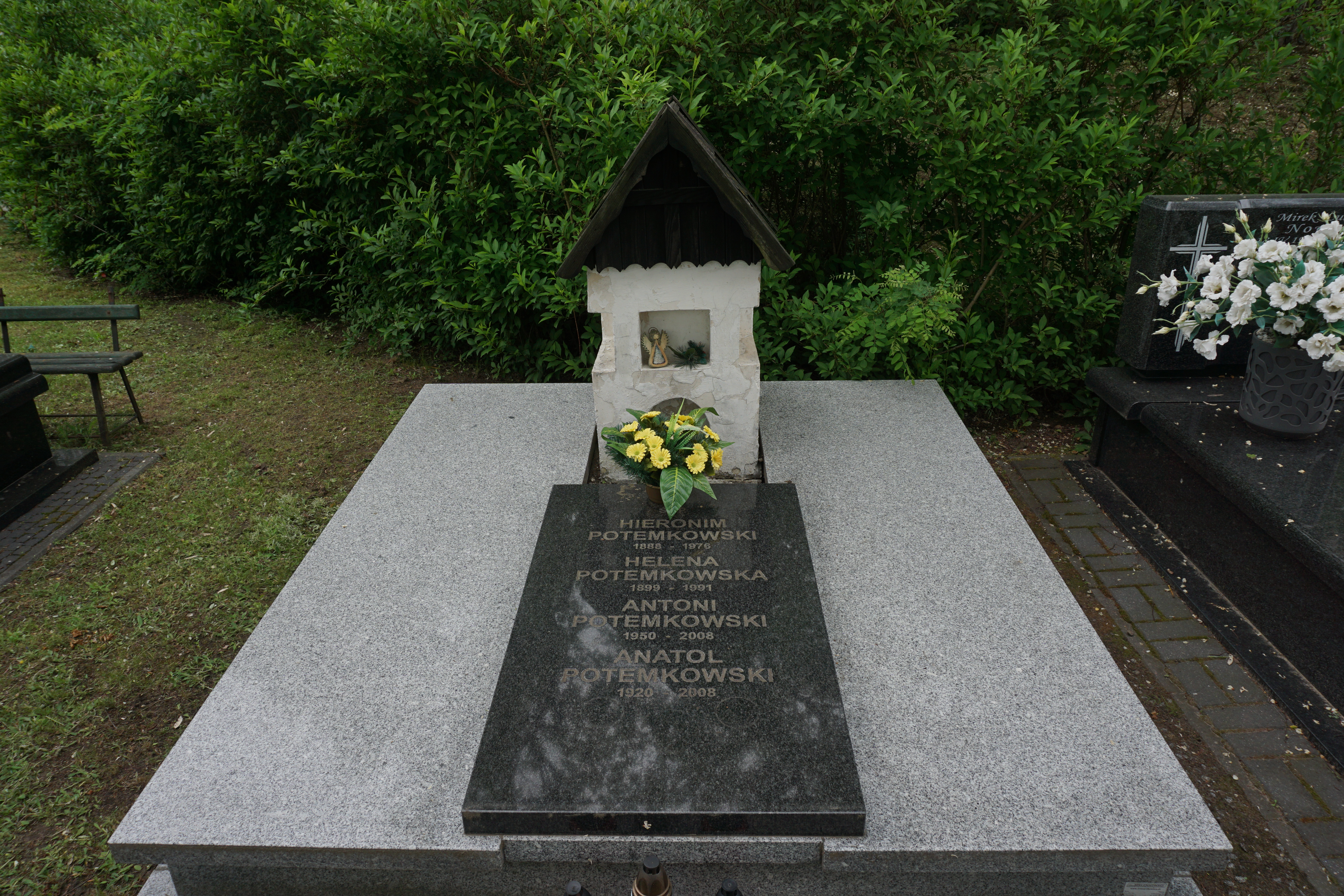
Grób Anatola Potemkowskiego na cmentarzu Komunalnym Północnym

Anatol Potemkowski (ur. 9 kwietnia 1921 w Konstantynopolu (obecnie Stambuł), zm. 15 października 2008 w Warszawie) – polski pisarz i satyryk.

## Życiorys
Urodził się w Konstantynopolu w rodzinie inteligencji polskiej, która osiadła tam uchodząc przed rewolucją październikową. Ojciec Anatola był znanym prawnikiem, który po odrodzeniu państwa polskiego, objął na krótko poselstwo w Konstantynopolu. Następnie rodzina wyjechała do Polski i osiadła w Łucku na Wołyniu, gdzie Anatol spędził swoje lata młodzieńcze. W Łucku ojciec pisarza do września 1939 roku prowadził własną kancelarię adwokacką, po czym wraz z rodziną opuścił miasto, uchodząc przed nacierającym ze wschodu sowieckim okupantem.
W okresie okupacji Anatol Potemkowski był więźniem obozów koncentracyjnych w Auschwitz i Mauthausen.
Był felietonistą i satyrykiem. Pisał m.in. w „Szpilkach”, gdzie prowadził stały felieton Dziennik zażaleń pod pseudonimem „Megan”. Publikował także w „Rzeczpospolitej” (w latach 40.) i w „Karuzeli”.
Napisał m.in. powieść Wszystkie pieniądze świata, na podstawie której powstał miniserial telewizyjny (1999)] w reżyserii Andrzeja Kotkowskiego z Radosławem Elisem i Maciejem Stuhrem w rolach głównych. Był współautorem scenariusza komedii filmowej Irena do domu! (1955). Współpracował z kabaretami Szpak i Dudek.
Został pochowany na Cmentarzu Komunalnym Północnym na Wólce Węglowej w Warszawie.

## Odznaczenia
Był odznaczony Krzyżem Kawalerskim Orderu Odrodzenia Polski (1966) i Złotym Krzyżem Zasługi (1957).

## Utwory literackie
- Wszystkie pieniądze świata (1984)
- Drugi brzeg rzeki (1999)